# ヨーロッパグランプリ
ヨーロッパグランプリ（ヨーロッパGP, European Grand Prix）は、自動車レースのグランプリの一つ。現代においてはヨーロッパにおいて同じ国が年2回F1レースを行うとき、1国1開催の原則を回避するために「ヨーロッパ」の名を冠して開催される。そのため開催国は年代によって異なる。
当初は他地域で開催するはずのレースがキャンセルされた時、緊急の代価開催としてヨーロッパ内のサーキットを利用して行われるグランプリであり、その開催は不定期であった。しかし、1995年以降はミハエル・シューマッハの活躍と人気を受けて、ドイツのニュルブルクリンクでの開催が定番となっていた。
2008年から2012年まではスペインのバレンシア市街地コースで開催された。これはスペイン人F1ドライバーのフェルナンド・アロンソの活躍によってスペインでのF1人気が高まった為である。
その後は1国1開催の原則を徹底する方針から開催されなかったが、2016年よりアゼルバイジャンのバクー市街地コースにて開催されることになった。アゼルバイジャンでは重複するF1のレースが無く、「アゼルバイジャングランプリ」の名称でも開催が可能であるが、この年のみ「ヨーロッパグランプリ」の名称を使用し、2017年からは「アゼルバイジャングランプリ」へ変更することになった。

## 経緯と主なレース
モータースポーツ、およびF1の黎明期においては、毎年各国の持ち回りにより、その年の最も権威のあるレースに対して「ヨーロッパGP」の冠をかけ、レースが行なわれていた。その名が最初に冠されたのは1923年のイタリアGP (1923 Italian Grand Prix) だった。F1世界選手権の開幕戦である1950年イギリスGPにも「ヨーロッパGP」の冠がかけられていた。
現代F1においての第1回ヨーロッパGPは1983年に行われたが、元々はニューヨークで実施されるはずであったレースが急遽キャンセルとなったことを受け、当時シルバーストーンと交互にイギリスGPを開催していたブランズ・ハッチが代替地として選ばれたものであった。
翌1984年はブランズ・ハッチにてイギリスGPが開催されることとなっていた為、従来F1を開催していたロングコースの南側に新コース（GPコース）を建設したニュルブルクリンクにて開催した。
ヨーロッパGPは翌1985年のブランズ・ハッチでの開催の後、暫くは開催されていなかったが、8年後の1993年に、日本のオートポリスで前年までのメキシコGPに代わって開催が予定されていたアジアGPが、バブル崩壊によりサーキット運営会社が倒産するという事態に陥ったことからキャンセルとなり、急遽ドニントンパークでのヨーロッパGPに振り替えられることとなった。このレースは雨の中の開催となり、４位スタートのアイルトン・セナがオープニングラップで順々に4台をオーバーテイク、し、1周目に終了したときには首位に立っていた。
翌1994年はスペインのヘレスで開催されたが、1995年からはドイツ国内でのF1人気の高まりを受けて、ドイツでの第2のGPとしてニュルブルクリンクでヨーロッパGPが開催されることとなった。その後1997年と1998年にはルクセンブルクGPと名称を一旦変更するが、2007年まではニュルブルクリンクでのレースが毎年開催された。
1997年には、前年まで開催されていたエストリルでのポルトガルGPが、サーキット設備等の問題でカレンダーから外れた為、この代替として再度ヘレスでヨーロッパGPが開催されることとなった。これはこの年の最終戦としての開催であり、ミハエル・シューマッハとジャック・ヴィルヌーヴによるタイトル争いの決定戦となったが、シューマッハがヴィルヌーヴへ追突した行為が、ドライバーズチャンピオンシップのランキング剥奪の裁定を受けた（獲得ポイントなどの剥奪はなし）。なお、この件に関する制裁の一環として、シューマッハはFIAからシーズンオフの交通安全キャンペーンでの奉仕活動も命じられている。
1999年は、ニュルブルクリンクへ再移動。ミカ・ハッキネン、エディ・アーバイン、ハインツ＝ハラルド・フレンツェン、デビッド・クルサードによる四つ巴のタイトル争いの渦中に開催された。GP期間中、時折り雨が降ってはやむ奇妙な天候が続き、波乱の展開となった。決勝は、ポールポジションからスタートしレースをリードしていたフレンツェンが電気系統のトラブルでストップしたのを皮切りに、デビッド・クルサード、ジャンカルロ・フィジケラが共に雨でスピンオフによるリタイア、ラルフ・シューマッハも雨でスピンし順位を落とし、トップに立ったドライバーが続々とアクシデントに見舞われ、最終的にその年まったく目立った活躍をしていなかった伏兵ジョニー・ハーバートがスチュワートにチーム初にして唯一となる優勝をもたらしている。後方でもミナルディのルカ・バドエルが一時4位を走行するなどの波乱がみられ、レース後の悲喜こもごもが印象的だったレースでもある。
2007年は、予選でルイス・ハミルトンがクラッシュを起こして出場が危ぶまれたが、翌日の検査の結果出場許可が出された。決勝は、スタート直後に大雨が降り、路面は雨水であふれて滑りやすい状態になり、第1コーナーで6台がコースアウトするなど大波乱の展開となった。この時、このレースがF1デビュー戦だったスパイカーのマルクス・ヴィンケルホックは一時トップに立つという大活躍を見せた。その後20分間中断された後に再開。レース終了間際に再度降雨に見舞われ、その間にフェルナンド・アロンソがフェリペ・マッサを抜いて優勝したが、邪魔をされたとして終了後にマッサと口喧嘩する場面があった。なお、この年よりFIAがグランプリの一国一開催の原則を厳格に運用する方針を打ち出した（ただし、これは後にうやむやとなり、上記の通り2008年以降はスペイン・バレンシアでの開催となった。）ため、ドイツ国内でのF1グランプリはニュルブルクリンクとホッケンハイムで1年おきに交互開催することとなった。ドイツ国内のF1レースが単独開催となったため、本来であればドイツグランプリを名乗るはずではあるが、四輪レースにおけるドイツグランプリの名称を使用する権利をホッケンハイム側が独占的に保持しており、ニュルブルクリンクはホッケンハイム側との交渉が妥結せず「ヨーロッパグランプリ」の名称を使用することとなった。なお、のちにこの問題は解決し、2009年はニュルブルクリンクで「ドイツグランプリ」の名称での開催となった。
2008年は、スペイン・バレンシアでのヨーロッパGPが初開催された。市街地サーキットとされるが道幅は広く、ランオフエリアも十分に確保されている一方、抜きにくいレイアウトでありコース上でのオーバーテイク数は少なかった。開催初年度はフェリペ・マッサが、ポールポジション、優勝、ファステストラップのハットトリックを達成する完璧な週末を見せ、バレンシア市街地コースの初代ウィナーの栄冠を獲得した。
2012年は、地元スペインの英雄フェルナンド・アロンソがバレンシアを初めて制した。抜きにくいバレンシア市街地コースで11番手からのスタートとなったアロンソは、スタートで8番手まで浮上すると、セーフティーカー導入のタイミングで2回目のピットストップを終えた段階で3位まで順位を上げた。レースが再開されると、最初のブレーキングポイントである2コーナーでロマン・グロージャンをオーバーテイクする。その直後に先頭を走るセバスチャン・ベッテルがマシントラブルでリタイアすると、先頭に立ったアロンソは最後まで逃げ切りを見せた。経済状況が思わしくないスペインで、ラファエル・ナダルのテニス全仏オープン優勝、土曜日のUEFA欧州選手権でのサッカースペイン代表チームの準々決勝勝利などスポーツ界では明るい話題が続き、アロンソも、「皆、スペイン人であることにある種の誇りを感じている。僕も何かしなければならないと思っていた。だから今日は胸がいっぱいだ」とレース後に語った。
2016年は、アゼルバイジャンのバクーで初開催されたが、ニコ・ロズベルグが一度も首位を譲らずポール・トゥ・ウィン、ファステストラップも記録してグランドスラムを達成した。フリー走行と予選ではコースアウトやクラッシュが多発し赤旗中断もあったが、決勝ではセーフティカーが一度も出動しなかった。また、バルテリ・ボッタスが予選におけるF1最高速度の378km/hをマークしている。前述の通り、2017年からはアゼルバイジャンGPとして開催される。

## 過去のレース結果

### 冠大会時代 (1923年-1977年)
- ピンク地はF1世界選手権以外で開催された年。
- グリーン地は第二次世界大戦前に行われていた世界マニュファクチャラーズ選手権（英語版）[注 5]の一戦として開催された年。

| 年          | 決勝日     | イベント               | サーキット             | 勝者                                              | コンストラクター                               | 結果       |
| ----------- | ---------- | ---------------------- | ---------------------- | ------------------------------------------------- | ---------------------------------------------- | ---------- |
| 1923        | 9月09日    | イタリアGP             | モンツァ               | カルロ・サラマーノ                                | フィアット                                     | 詳細       |
| 1924        | 7月02日    | フランスGP             | リヨン                 | ジュゼッペ・カンパーリ                            | アルファロメオ                                 | 詳細       |
| 1925        | 6月28日    | ベルギーGP             | スパ・フランコルシャン | アントニオ・アスカリ                              | アルファロメオ                                 | 詳細       |
| 1926        | 7月18日    | サン・セバスティアンGP | ラサルテ               | ジュール・グー                                    | ブガッティ                                     | 詳細       |
| 1927        | 9月04日    | イタリアGP             | モンツァ               | ロベール・ブノワ                                  | ドラージュ                                     | 詳細       |
| 1928        | 9月09日    | イタリアGP             | モンツァ               | ルイ・シロン                                      | ブガッティ                                     | 詳細       |
| 1929        | 開催されず | 開催されず             | 開催されず             | 開催されず                                        | 開催されず                                     | 開催されず |
| 1930        | 7月20日    | ベルギーGP             | スパ・フランコルシャン | ルイ・シロン                                      | ブガッティ                                     | 詳細       |
| 1931 - 1946 | 開催されず | 開催されず             | 開催されず             | 開催されず                                        | 開催されず                                     | 開催されず |
| 1947        | 6月29日    | ベルギーGP             | スパ・フランコルシャン | ジャン＝ピエール・ウィミーユ                      | アルファロメオ                                 | 詳細       |
| 1948        | 7月04日    | スイスGP               | ブレムガルテン         | カルロ・フェリーチェ・トロッシ                    | アルファロメオ                                 | 詳細       |
| 1949        | 9月11日    | イタリアGP             | モンツァ               | アルベルト・アスカリ                              | フェラーリ                                     | 詳細       |
| 1950        | 5月13日    | イギリスGP             | シルバーストン         | ジュゼッペ・ファリーナ                            | アルファロメオ                                 | 詳細       |
| 1951        | 7月01日    | フランスGP             | ランス・グー           | ルイジ・ファジオーリ ファン・マヌエル・ファンジオ | アルファロメオ                                 | 詳細       |
| 1952        | 6月22日    | ベルギーGP             | スパ・フランコルシャン | アルベルト・アスカリ                              | フェラーリ                                     | 詳細       |
| 1953        | 開催されず | 開催されず             | 開催されず             | 開催されず                                        | 開催されず                                     | 開催されず |
| 1954        | 8月01日    | ドイツGP               | ニュルブルクリンク     | ファン・マヌエル・ファンジオ                      | メルセデス                                     | 詳細       |
| 1955        | 5月22日    | モナコGP               | モンテカルロ           | モーリス・トランティニアン                        | フェラーリ                                     | 詳細       |
| 1956        | 9月02日    | イタリアGP             | モンツァ               | スターリング・モス                                | マセラティ                                     | 詳細       |
| 1957        | 7月20日    | イギリスGP             | エイントリー           | トニー・ブルックス スターリング・モス             | ヴァンウォール                                 | 詳細       |
| 1958        | 6月15日    | ベルギーGP             | スパ・フランコルシャン | トニー・ブルックス                                | ヴァンウォール                                 | 詳細       |
| 1959        | 7月05日    | フランスGP             | ランス                 | トニー・ブルックス                                | フェラーリ                                     | 詳細       |
| 1960        | 9月04日    | イタリアGP             | モンツァ               | フィル・ヒル                                      | フェラーリ                                     | 詳細       |
| 1961        | 8月06日    | ドイツGP               | ニュルブルクリンク     | スターリング・モス                                | ロータス-クライマックス （ロブ・ウォーカー）   | 詳細       |
| 1962        | 5月20日    | オランダGP             | ザントフォールト       | グラハム・ヒル                                    | BRM                                            | 詳細       |
| 1963        | 5月26日    | モナコGP               | モンテカルロ           | グラハム・ヒル                                    | BRM                                            | 詳細       |
| 1964        | 7月11日    | イギリスGP             | ブランズ・ハッチ       | ジム・クラーク                                    | ロータス-クライマックス                        | 詳細       |
| 1965        | 6月13日    | ベルギーGP             | スパ・フランコルシャン | ジム・クラーク                                    | ロータス-クライマックス                        | 詳細       |
| 1966        | 7月03日    | フランスGP             | ランス                 | ジャック・ブラバム                                | ブラバム-レプコ                                | 詳細       |
| 1967        | 9月10日    | イタリアGP             | モンツァ               | ジョン・サーティース                              | ホンダ                                         | 詳細       |
| 1968        | 8月04日    | ドイツGP               | ニュルブルクリンク     | ジャッキー・スチュワート                          | マトラ-フォード （マトラ・インターナショナル） | 詳細       |
| 1969 - 1971 | 開催されず | 開催されず             | 開催されず             | 開催されず                                        | 開催されず                                     | 開催されず |
| 1972        | 7月15日    | イギリスGP             | ブランズ・ハッチ       | エマーソン・フィッティパルディ                    | ロータス-フォード                              | 詳細       |
| 1973        | 5月20日    | ベルギーGP             | ゾルダー               | ジャッキー・スチュワート                          | ティレル-フォード                              | 詳細       |
| 1974        | 8月04日    | ドイツGP               | ニュルブルクリンク     | クレイ・レガツォーニ                              | フェラーリ                                     | 詳細       |
| 1975        | 8月17日    | オーストリアGP         | エステルライヒリンク   | ヴィットリオ・ブランビラ                          | マーチ-フォード                                | 詳細       |
| 1976        | 8月29日    | オランダGP             | ザントフォールト       | ジェームス・ハント                                | マクラーレン-フォード                          | 詳細       |
| 1977        | 7月17日    | イギリスGP             | シルバーストン         | ジェームス・ハント                                | マクラーレン-フォード                          | 詳細       |

### 単独イベント時代 (1983年以降)
| 年          | 決勝日     | ラウンド   | サーキット         | 勝者                   | コンストラクター        | 結果       |
| ----------- | ---------- | ---------- | ------------------ | ---------------------- | ----------------------- | ---------- |
| 1983        | 09月25日   | 14         | ブランズ・ハッチ   | ネルソン・ピケ         | ブラバム-BMW            | 詳細       |
| 1984        | 10月07日   | 15         | ニュルブルクリンク | アラン・プロスト       | マクラーレン-TAG        | 詳細       |
| 1985        | 10月06日   | 14         | ブランズ・ハッチ   | ナイジェル・マンセル   | ウィリアムズ-ホンダ     | 詳細       |
| 1986 - 1992 | 開催されず | 開催されず | 開催されず         | 開催されず             | 開催されず              | 開催されず |
| 1993        | 04月11日   | 3          | ドニントン・パーク | アイルトン・セナ       | マクラーレン-フォード   | 詳細       |
| 1994        | 10月16日   | 14         | ヘレス             | ミハエル・シューマッハ | ベネトン-フォード       | 詳細       |
| 1995        | 10月01日   | 14         | ニュルブルクリンク | ミハエル・シューマッハ | ベネトン-ルノー         | 詳細       |
| 1996        | 04月28日   | 4          | ニュルブルクリンク | ジャック・ヴィルヌーヴ | ウィリアムズ-ルノー     | 詳細       |
| 1997        | 10月26日   | 17         | ヘレス             | ミカ・ハッキネン       | マクラーレン-メルセデス | 詳細       |
| 1998        | 開催されず | 開催されず | 開催されず         | 開催されず             | 開催されず              | 開催されず |
| 1999        | 09月26日   | 14         | ニュルブルクリンク | ジョニー・ハーバート   | スチュワート-フォード   | 詳細       |
| 2000        | 05月21日   | 6          | ニュルブルクリンク | ミハエル・シューマッハ | フェラーリ              | 詳細       |
| 2001        | 06月24日   | 9          | ニュルブルクリンク | ミハエル・シューマッハ | フェラーリ              | 詳細       |
| 2002        | 06月23日   | 9          | ニュルブルクリンク | ルーベンス・バリチェロ | フェラーリ              | 詳細       |
| 2003        | 06月29日   | 9          | ニュルブルクリンク | ラルフ・シューマッハ   | ウィリアムズ-BMW        | 詳細       |
| 2004        | 05月30日   | 7          | ニュルブルクリンク | ミハエル・シューマッハ | フェラーリ              | 詳細       |
| 2005        | 05月29日   | 7          | ニュルブルクリンク | フェルナンド・アロンソ | ルノー                  | 詳細       |
| 2006        | 05月07日   | 5          | ニュルブルクリンク | ミハエル・シューマッハ | フェラーリ              | 詳細       |
| 2007        | 07月22日   | 10         | ニュルブルクリンク | フェルナンド・アロンソ | マクラーレン-メルセデス | 詳細       |
| 2008        | 08月24日   | 12         | バレンシア         | フェリペ・マッサ       | フェラーリ              | 詳細       |
| 2009        | 08月23日   | 11         | バレンシア         | ルーベンス・バリチェロ | ブラウン-メルセデス     | 詳細       |
| 2010        | 06月27日   | 9          | バレンシア         | セバスチャン・ベッテル | レッドブル-ルノー       | 詳細       |
| 2011        | 06月26日   | 8          | バレンシア         | セバスチャン・ベッテル | レッドブル-ルノー       | 詳細       |
| 2012        | 06月24日   | 8          | バレンシア         | フェルナンド・アロンソ | フェラーリ              | 詳細       |
| 2013 - 2015 | 開催されず | 開催されず | 開催されず         | 開催されず             | 開催されず              | 開催されず |
| 2016        | 06月19日   | 8          | バクー             | ニコ・ロズベルグ       | メルセデス              | 詳細       |

### 過去の開催サーキット

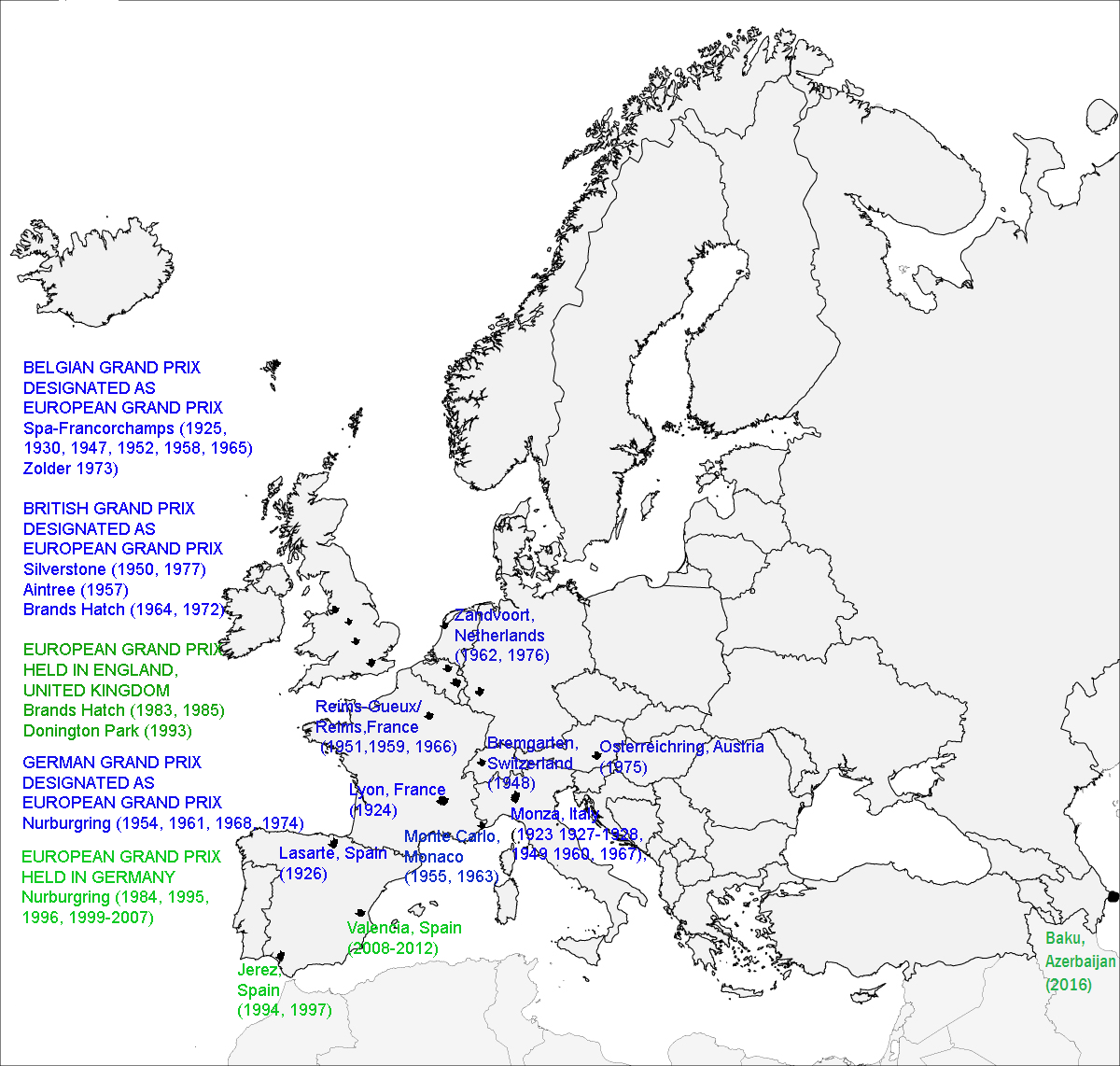
ヨーロッパGPの開催地。青字が冠大会時代、緑字が単独イベント時代。

単独イベント時代（1983年以降）

ブランズ・ハッチ（1983, 1985）
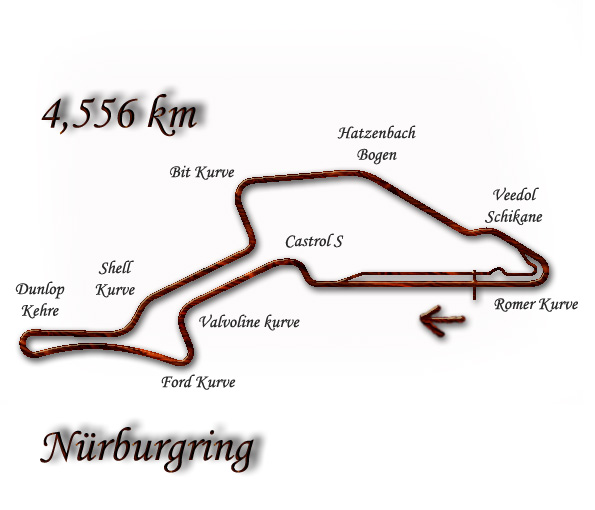
ニュルブルクリンク（1984）
ドニントン・パーク（1993）
ヘレス（1994, 1997）
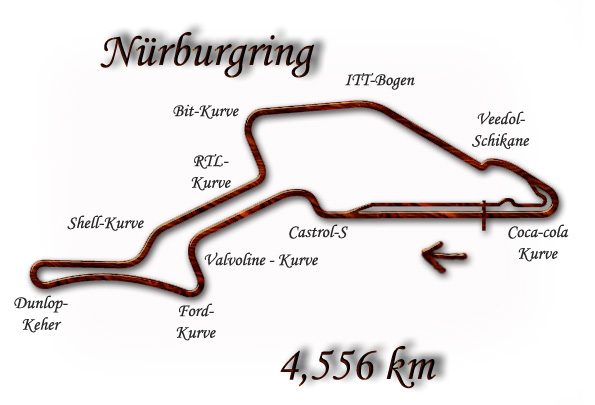
ニュルブルクリンク（1995-1996, 1999-2001）
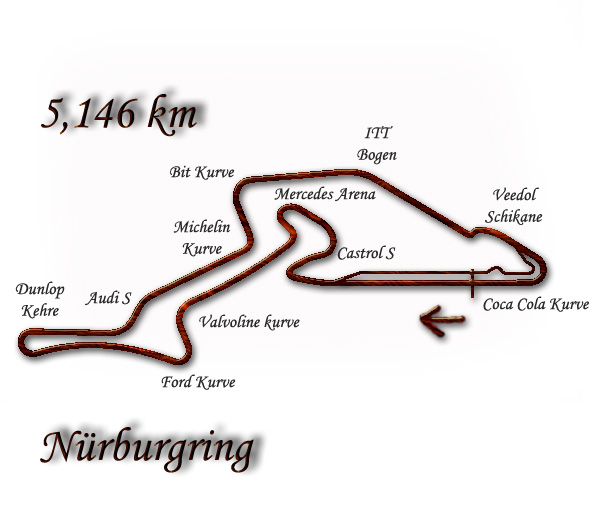
ニュルブルクリンク（2002）
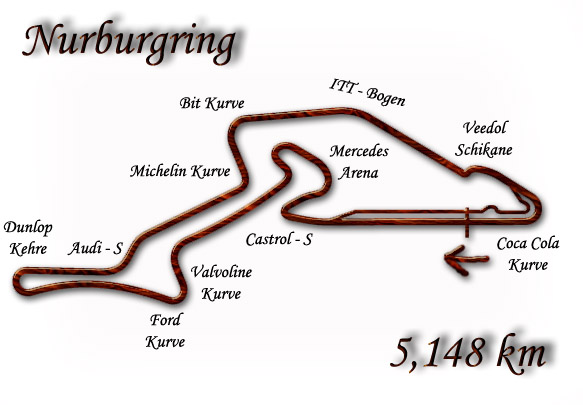
ニュルブルクリンク（2003-2007）
バレンシア（2008-2012）
バクー（2016）

## 優勝回数
単独イベント時代（1983年以降）に複数回勝利を挙げた者を対象とする。

### ドライバー
| 回数  | ドライバー             | 優勝年                             |
| ----- | ---------------------- | ---------------------------------- |
| 6     | ミハエル・シューマッハ | 1994, 1995, 2000, 2001, 2004, 2006 |
| 3     | フェルナンド・アロンソ | 2005, 2007, 2012                   |
| 2     | ルーベンス・バリチェロ | 2002, 2009                         |
| 2     | セバスチャン・ベッテル | 2010, 2011                         |
| 出典: |                        |                                    |

- 太字は2025年のF1世界選手権に参戦中のドライバー。

### コンストラクター
| 回数  | コンストラクター | 優勝年                                   |
| ----- | ---------------- | ---------------------------------------- |
| 7     | フェラーリ       | 2000, 2001, 2002, 2004, 2006, 2008, 2012 |
| 4     | マクラーレン     | 1984, 1993, 1997, 2007                   |
| 3     | ウィリアムズ     | 1985, 1996, 2003                         |
| 2     | ベネトン         | 1994, 1995                               |
| 2     | レッドブル       | 2010, 2011                               |
| 出典: |                  |                                          |

- 太字は2025年のF1世界選手権に参戦中のコンストラクター。

1. ↑  1986-1995年はイギリス国籍、1996-2001年はイタリア国籍。

### エンジン
| 回数  | メーカー   | 優勝年                                   |
| ----- | ---------- | ---------------------------------------- |
| 7     | フェラーリ | 2000, 2001, 2002, 2004, 2006, 2008, 2012 |
| 5     | ルノー     | 1995, 1996, 2005, 2010, 2011             |
| 4     | メルセデス | 1997, 2007, 2009, 2016                   |
| 3     | フォード   | 1993, 1994, 1999                         |
| 2     | BMW        | 1983, 2003                               |
| 出典: |            |                                          |

- 太字は2025年のF1世界選手権に参戦中のメーカー。

1. ↑  1997年はイルモアが製造。
2. ↑  コスワースが製造。